# Призьба

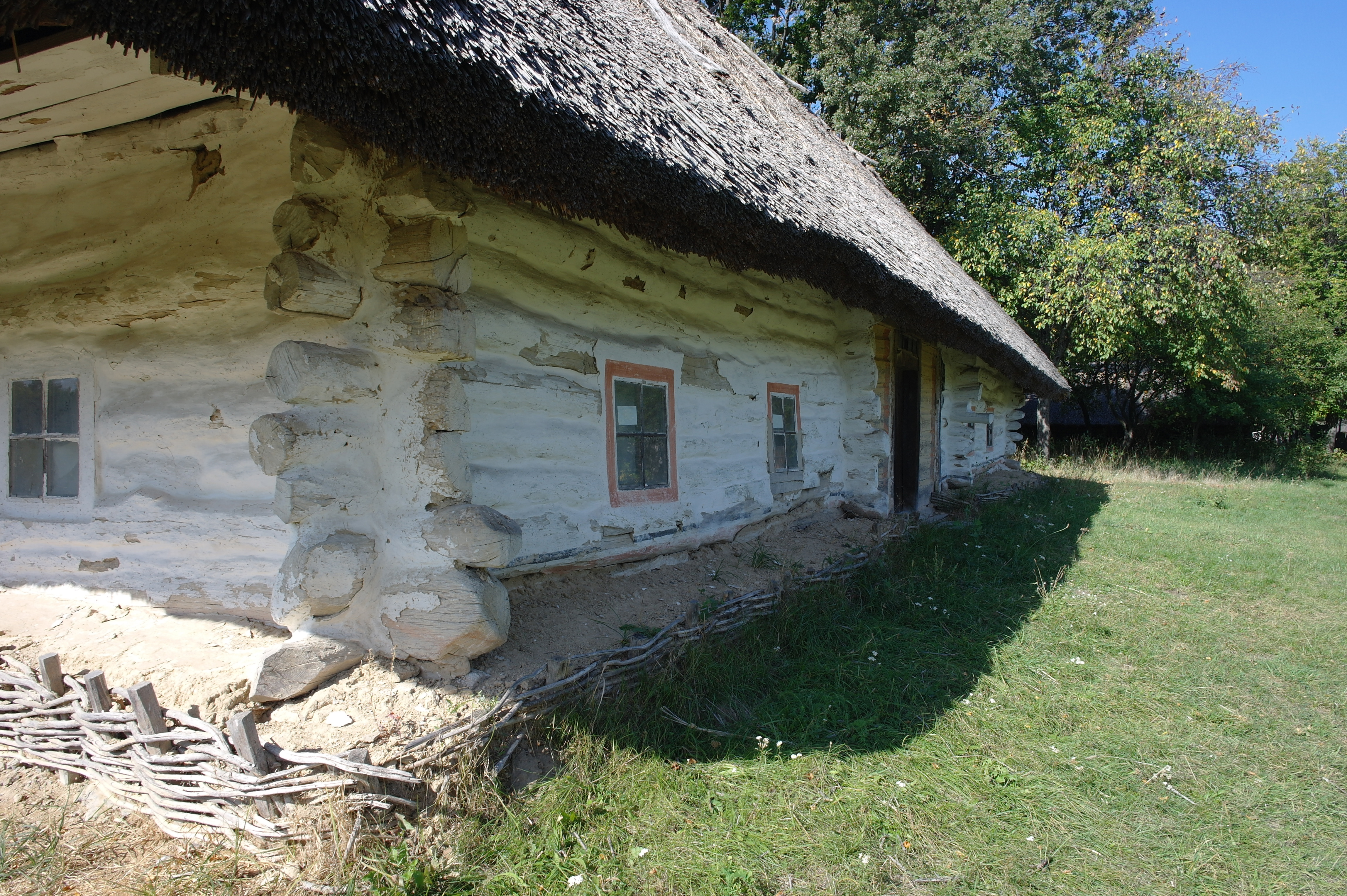
Призьба з плетеною підпірною стінкою.

При́зьба (діал. при́зба, при́спа) — спорудження вздовж зовнішніх стін по периметру хати (будівлі), служить для запобігання промерзанню споруди взимку і для захисту від опадів. У бідних хатах могла бути виконана як простий земляний насип (часто закритий дошками), в поліпшеному варіанті — як цегляна або кам'яна. Слугувала також місцем для сидіння, відпочинку («І дід, і баба у неділю // На призьбі вдвох собі сиділи // Гарненько, в білих сорочках» — Т. Г. Шевченко, «Наймичка»).
Призьбу часто обмазували червоною або жовтою глиною, яка символізувала очищувальну силу вогню. До зими на призьбу ставили загату, для утеплення стін, а в теплі пори року використовували в інших корисних цілях: сушили цибулю, часник, мак, різне зілля, виставляли посуд, а в свята або в часини відпочинку застеляли домотканними доріжками і збиралися цілою родиною для розмов про життєві та господарські справи. Спільне перебування родини на призьбі — ознака родинної злагоди.
Слова «призьба» і «приспа», незважаючи на співзвучність, мають різне походження. «Призьба» (рос. призба, пол. przyzba, przyżba) походить від ранішого *приізба і пов'язане з *ізба («хата»), тобто «щось при хаті»; «приспа» (біл. прыспа) — від прасл. *prisъpa, утвореного від дієслова *prisuti («присипати»), і буквально означає «присипка».
У сучасних будинків замість призьби роблять вимощення, виконуючи його з бетону, асфальту, рідше каменю.